# Anett Fiebig
Anett Fiebig (1961) es una deportista de la RDA que compitió en natación. Ganó una medalla de oro en el Campeonato Europeo de Natación de 1977, en la prueba de 200 m mariposa.

## Palmarés internacional
| Campeonato Europeo | Campeonato Europeo | Campeonato Europeo | Campeonato Europeo |
| Año                | Lugar              | Medalla            | Prueba             |
| ------------------ | ------------------ | ------------------ | ------------------ |
| 1977               | Jönköping (Suecia) | Medalla de oro     | 200 m mariposa     |